# Iron Bird
Ein Iron Bird (englisch: Eisenvogel) ist eine Art Flugzeugprüfstand und bezeichnet in der Entwicklung von Luftfahrzeugen einen stationären Aufbau zum Testen der Systeme eines neuen Baumusters. Bei Verkehrs- und Militärflugzeugen kommen Iron Birds sowohl in der Prototyping- als auch in der Qualifizierungsphase zum Einsatz, also noch vor dem Erstflug des Prototyps. Auch nach der Zulassung spielen die Iron Birds eine wichtige Rolle und bleiben betriebsbereit, um Lösungen für spezielle, im Betrieb auftretende Probleme zu finden. So sind (Stand August 2023) die Iron Birds der Modelle A350 und A380 noch in Toulouse aufgebaut.
Oft handelt es sich dabei um ein einfaches Modell, Stahlgerüst oder Gebäude, in dem Komponenten so angeordnet sind, wie sie dann im echten Luftfahrzeug verbaut sein werden. Damit lassen sich bereits ohne Prototyp Funktion und Zusammenspiel der Einzelsysteme überprüfen und wichtige Zulassungstests durchführen. Ein Iron Bird enthält Hydrauliksysteme, elektrische Systeme und wichtige Komponenten, wie z. B. Fahrwerk oder Landeklappen. Es kann auch ein Cockpit enthalten sein, damit Piloten testweise Flugprofile simulieren können. Airbus integriert alle Systeme außer den Triebwerken in ihre Iron Birds.
Der Name stammt ursprünglich von Testständen mit Stahlgerüst-Aufbau. Es gibt mittlerweile aber auch rein virtuelle Iron Birds. Der Iron Bird erlaubt es, Systeme bewusst ausfallen zu lassen und zu verifizieren, dass das Gesamtsystem damit umgehen kann. Nicht jedes Flugzeugprogramm verwendet Iron Birds, da der Einsatz besonders bei kleineren Fluggeräten weder notwendig noch wirtschaftlich ist. Auch für die Zulassung ist kein Iron Bird erforderlich, dennoch ist es bei großen Flugzeugen wirtschaftlich, die Systeme in dieser Form zu testen.

## Geschichte
Die Sud Aviation SE 210 „Caravelle“ (Erstflug 1955) war das erste Flugzeugmodell, für das ein Iron Bird konstruiert wurde. Darauf folgten die Concorde und ab den 1970er-Jahren auch Airbus und Boeing. Die Wichtigkeit des Iron Birds wird z. B. am Test der Dornier 728 sichtbar, wo am Iron Bird Modell 300 Fehler festgestellt wurden. So konnten Fehler verbessert werden und anschließend die Zuverlässigkeit des Systems nachgewiesen werden. Aufgrund von Problemen mit dem Fahrwerk wurde 2020 bereits nach der Indienststellung eines Regionaljets ein Iron Bird gefertigt, um Fehler zu finden und die Systeme zu verbessern.